# Dan Bilzerian
Dan Brandon Bilzerian (* 7. prosince 1980 Tampa) je americký herec a osobnost známá na sociálních médiích.

## Mládí, rodina a vzdělání
Dan Bilzerian se narodil v Tampě na Floridě, jeho rodiči byli Paul Bilzerian a Terri Steffen, má bratra Adama, který je jako on pokerovým hráčem. Bilzerian tvrdí, že polovina rodiny Bilzerianů byla zabita během arménské genocidy. Paul Bilzerian je tzv. corporate raiderem na Wall Street a pro své syny připravil svěřenecké fondy. Dan Bilzerian v roce 2000 vstoupil do tréninkového programu námořnictva spojených států a ani po několika pokusech tento program nedokončil. Reportérovi, který s Bilzerianem provedl rozhovor, bylo potvrzeno, že se účastnil programu námořnictva a posléze byl vyloučen pro „porušení bezpečnosti na střelnici“.

## Kariéra

### Hazardní hry
Bilzerian hrál v roce 2009 Světovou pokrovou sérii, skončil na 180. místě. V roce 2010 byl zvolen jedním z nejvtipnějších pokerových hráčů na Twitteru v článku Bluff Magazine. V listopadu 2011 byl Bilzerian, spolu s deseti dalšími, včetně herců Tobeyho Maguira, Nicka Cassavetese, a Gabea Kaplana, požádán o to, aby vrátil zpět výhru, kterou vyhrál v pokeru proti Bradleymu Rudermanovi, který používal Ponziho schéma a byl za to posléze odsouzen. Vrácené výhry měly pomoci splatit dluhy některých z obětí Rudermanovi kariéry.  Dne 9. března 2011 se Bilzerian účastnil závodu s Tomem Goldsteinem, na okruhu v Las Vegas se vsadili o 385 tisíc dolarů, kdy Dan Bilzerian řídil závodní speciiál AC Cobra z roku 1965 a Tom Goldstein řídil Ferrari 458 Italia.

### Filmografie
Bilzerian se objevil jako kaskadér ve filmu Pád Bílého domu a jako Starší Náčelník Healy ve filmu z roku 2013 Lone Survivor. V roce 2014 se objevil ve filmech Jedna za všechny, Equalizer a Cat Run 2. V roce 2016 se objevil ve filmu Bruce Willise Extrakce.

### Instagram
Velmi výrazná součást Dana Bilzeriana a toho, jak je vnímán, je jeho prezence na sociálních sítích a z toho nejvíce na Instagramu. Tam jeho profil představuje archetyp mladého extrovertního milionáře, který ochutnává život plnými doušky a oddává se všemu, co mu peníze mohou nabídnout. Nezdráhá se sdílet fotky z opulentních večírků v klubech i u něj doma, cestování, soukromí a jeho záliby. Mezi opakující se témata patří: parties, poker, zbraně a střílení, terénní auta a motokáry, zážitky z cest a občas setkání s nějakou celebritou. Na jeho instagramových fotkách honosně ukazuje stohy bankovek nebo žetonů v řádu stovek tisíc dolarů, stovky zbraní, které vlastní; a je konstantně obletován spoře oděnými slečnami, pohybujícími se v jeho vile, soukromém tryskáči, na jachtě apod. Dá se říct, že na internetu ztělesňuje, v povrchní zjednodušené formě, dokonalý život. V červenci 2016 měl na Instagramu 23,1 milionů sledujících a reakce na jeho příspěvky se tradičně dělí na pozitivní a přející versus negativní a pomlouvačné.
Jeho popularita na sociálních sítí dosahuje takových rozměrů, že se začaly objevovat klamavé reklamy a vymyšlené soutěže, kde hlavní cenou byla pozvánka na nějakou akci v Bilzerianově vile apod. A to v takové míře, že takováto tvrzení Bilzerian dementoval.

## Osobní život
Z důvodů opulentního životního stylu a užívání drog údajně utrpěl do 32 let tři infarkty.
V roce 2014 Bilzerian zažaloval producenty filmu Na život a na smrt. V žalobě je uvedeno, že půjčil produkci filmu 1 milion dolarů výměnou za minimálně osm minut času na obrazovce a 80 slov dialogu, i přes to však jeho obsazení bylo sníženo na méně než jednu minutu na obrazovce a ve filmových dialozích má jen jeden řádek textu. V rámci žaloby požadoval 1,2 milionu dolarů (původní výši úvěru s 20% penále).
V prosinci 2014 se Bilzerian účastnil právního sporu s pornoherečkou Janice Griffith, kterou hodil ze střechy domu do bazénu v rámci fotografování pro magazín Hustler z dubna 2014. Griffithová spadla na okraj bazénu a zlomila si nohu; 18letá herečka požadovala po Bilzerianovi 85 tisíc dolarů v rámci náhrady škod po zranění, tato škoda byla však zamítnuta. Griffithová později podala žalobu proti magazínu Hustler a Bilzerianovi, kdy právník Bilzeriana argumentoval tím, že Griffithová měla smlouvu s magazínem Hustler a Bilzerian tak nenese vinu, neboť byl také pouze najat na akci magazínu Hustler. V lednu 2015 právník magazínu Hustler uvedl, že to, co se stalo, bylo Božím skutkem, a že není chybou vydavatele magazínu Hustler, že se Griffithová zranila.
V srpnu 2014 byl Bilzerian vykázán z klubu v Miami, kdy při rvačce kopl modelku Vanessu Castano do obličeje. Bilzerian uvedl, že Castano a další žena napadli Bilzerianův ženský doprovod. Castano napsala: „Byly tam dvě holky stojící vedle mě u stolu a ty se hádaly. Lidé se začali strkat a já se je snažila odtáhnout od sebe. Pak mě Dan strčil na zem a jak jsem spadla, tak mě kopl do obličeje.“ Castano později podala žalobu na Bilzeriana. Také oznámila, že Castano v rámci náhrady škody požaduje po Bilzerianovi 1 milion dolarů v mimosoudním vyrovnání.
Dne 9. prosince 2014 byl Bilzerian zatčen na mezinárodním letišti Los Angeles za nespecifikované ohrožení při výrobě bomby. Podle policejního oddělení Los Angeles byl Bilzerian zatčen na útěku z Nevady a kolem desáté hodiny večer byl přiveden na velitelství Pacifické divize LAPD. Bylo uvedeno, že: „Bilzerian byl obviněn z porušení zákona tím, že měl úmysl vyrobit výbušné nebo zápalné zařízení.“ Posléze ten samý den byl propuštěn z policejní vazby a obvinění bylo staženo; v lednu 2015 měl být obžalován v Clark County, Nevada. V únoru 2015 dostal pokutu za přestupek nedbale uhašeného požáru v otevřené krajině a byl pokutován ve výši $17,231.50.

### Filantropie
V roce 2014 Bilzerian finančně pomohl pěstounům z Las Vegas, Brianovi a Nicole Hammondovým. Hammondovi jsou pěstouni pro šest dětí se speciálními potřebami. Bilzerian se o jejich situaci dozvěděl prostřednictvím videa na YouTube.

## Prezidentská kandidatura
Ačkoliv nedosáhl věku, kdy se mohl účastnit prezidentských voleb v USA, Bilzerian v červnu 2015 oznámil kandidaturu na prezidenta Spojených států v prezidentských volbách v roce 2016.